# Phaiax
Phaiax, Sohn des Erasistratos, war ein Redner und Politiker im klassischen Athen, ein Zeitgenosse des Nikias (* um 460 v. Chr.; † 413 v. Chr.) und des Alkibiades (* um 450 v. Chr.; † 404 v. Chr.). Seine genauen Lebensdaten sind nicht bekannt.
Phaiax entstammte einer adligen Familie. Man kann deshalb annehmen, dass er sich für die Ziele der oligarchischen Partei in Athen engagierte. Nach Plutarch (Lebensbeschreibung des Alkibiades, Kap. 13) waren Nikias, der Sohn des Nikeratos, und Phaiax die einzigen ernsthaften Konkurrenten, die der junge Alkibiades zu fürchten hatte, als er (etwa um 430 v. Chr.) seine politische Laufbahn begann. Da Phaiax, ähnlich wie Alkibiades, zu dieser Zeit gerade dabei war, sich in der athenischen Politik einen Namen zu machen, mögen Phaiax’ Lebensdaten denen des Alkibiades ähnlich sein.
422 v. Chr. wurde Phaiax, wie der griechische Geschichtsschreiber Thukydides berichtet, mit zwei anderen Athenern als Botschafter nach Italien und Sizilien entsandt, um die athenischen Verbündeten auf der Insel sowie alle anderen Sizilianer zur Unterstützung der Leontiner gegen die Syrakusaner zu bewegen. In den Städten Kamarina und Agrigent hatte Phaiax mit seiner Mission Erfolg, aber sein Scheitern in Gela entmutigte ihn, so dass er das Vorhaben aufgab. Auf seinem Rückweg leistete er dem athenischen Staat gute diplomatische Dienste gegenüber den italischen Staaten. (Thukydides, Kap. 4, 5)
Plutarch erwähnt eine (wahrscheinlich 416/415 v. Chr. gehaltene) Rede, in der Phaiax Alkibiades angreift, weil er in seinem bekannten Übermut goldene und silberne Prachtgefäße, die der Stadt Athen gehörten, zu privaten Zwecken gebraucht haben soll. Es ist recht wahrscheinlich, dass sich dieser Hinweis auf die in der Überlieferung (wahrscheinlich fälschlich) dem Redner Andokides zugeschriebene Rede „Gegen Alkibiades“ bezieht. Es gibt deshalb gute Gründe zu glauben, dass diese Rede, die 416 oder 415 v. Chr. aus Anlass eines Scherbengerichts (Ostrakismos) gehalten worden sein müsste, von einem Autor ursprünglich im Namen des Phaiax verfasst wurde.
Das erwähnte Scherbengericht im Jahr 416 oder 415 v. Chr. war von dem demokratischen Demagogen Hyperbolos angestrengt worden mit dem Ziel, einen der in seiner Partei verhassten aristokratischen Politiker Nikias, Alkibiades oder Phaiax durch einen Massenbeschluss für zehn Jahre aus der Stadt zu verbannen. Wie Plutarch (Nikias, Kap. 11) berichtet, sollen (nach der Darstellung bei Theophrast) Alkibiades und Phaiax zur Abwendung dieser Gefahr jedoch zeitweise kooperiert haben. Beide (sonst miteinander heftig streitende) Aristokraten sollen zu diesem Zweck ihre Anhängerschaften vereinigt haben und durch eine abgestimmte Aktion bei diesem Scherbengericht (dem letzten, das überhaupt in Athen stattfand), erreicht haben, dass keiner von ihnen, sondern überraschenderweise der demokratische Politiker Hyperbolos selbst für zehn Jahre aus Athen verbannt wurde (vgl. auch Plutarch: Aristeides, Kap. 7).
Wenn der genannte Text tatsächlich als eine Rede des Phaiax für diesen Anlass verfasst wurde und man den darin enthaltenen biographischen Angaben trauen darf, dann stand Phaiax schon vor dem Jahre 416/415 v. Chr. viermal auf Todesstrafe vor Gericht und wurde jedes Mal freigesprochen. Auch wurde er, außer nach Sizilien und Italien, als Botschafter auch nach Thessalien, Makedonien, Molossien und Thesprotien entsandt. Damit wird deutlich, dass er in der damaligen athenischen Politik eine wichtige Rolle spielte. Er muss außerdem eine Art „Star“ des gesellschaftlichen Lebens gewesen sein, denn es wird auch erwähnt, dass er mehrere öffentliche Preise gewonnen habe, darunter einen für Männerschönheit, einen mit einem tragischen Chor und einen im Fackelrennen, (vgl. Andokides: „Gegen Alkibiades“).
Diese Einzelheiten zeigen, dass Phaiax sich dem öffentlichen Leben mit großem Ehrgeiz widmete. Offenbar glänzte er durch verbindliche Umgangsformen, hatte aber nur begrenzte Fähigkeiten als Redner. Wie Plutarch (Alkibiades, Kap. 13) berichtet, war er nach Einschätzung des griechischen Komödiendichters Eupolis zwar ein guter Unterhalter, aber ein schwacher Redner. Aristophanes überliefert eine satirisch überzogene Beschreibung seines Redestils (Die Ritter, Szene 5, Vers 1375 ff.).
Zu dem späteren Schicksal des Phaiax und seinem Sterbedatum geben die Quellen keinen Hinweis. Da er aber in den Berichten über das politische Geschehen in Athen nach 415 v. Chr. nicht mehr erwähnt wird, ist er möglicherweise bald nach diesem Datum verstorben.